# Adrien Candiard
Adrien Candiard (Paris, 31 de outubro de 1982) é um padre dominicano francês. Residente no convento Notre-Dame-du-Rosaire, no Cairo, é o seu prior conventual1. É também membro do Instituto Dominicano de Estudos Orientais (Idéo).
Adrien Candiard estuda na École normale supérieure (L 2002) e na Sciences Po Paris. Ele está interessado na política italiana e publica L'Anomalie Berlusconi.
Com Ismaël Emelien, Cédric O, Stanislas Guerini e Benjamin Griveaux, fez parte da equipe de campanha de Dominique Strauss-Kahn para as primárias do PS de 2006. Deixou esta equipa de campanha pelo caminho, preocupado com a moral do candidato e discordando das suas posições favorável à parentalidade entre pessoas do mesmo sexo. · 
Ele entrou na ordem dominicana em 2006. Em 2011, escreveu Pierre et Mohamed, ·  monólogo teatral em homenagem a Pierre Claverie, bispo dominicano de Oran assassinado em 1996. O espetáculo foi criado em 2011 no festival de Avignon. ·  Teve um sucesso inesperado e foi posteriormente apresentado mais de mil vezes, em Paris, Lyon, Roma, Bruxelas, Oran. Está traduzido para italiano e árabe e representado na Itália e no Líbano. A versão filmada de outro espetáculo, O Quinto Evangelho, ganhou o prêmio Père Jacques Hamel em 2019.